# Natinterpretacje
Natinterpretacje (stylizowany zapis NATinterpretacje) – debiutancki album studyjny polskiej piosenkarki Natalii Szroeder. Wydawnictwo ukazało się 28 października 2016 roku nakładem wytwórni muzycznej Warner Music Poland. Płytę promowały piosenki: „Lustra” (kandydat do 61. Konkursu Piosenki Eurowizji), „Domek z kart”, „Powietrze” i „Zamienię Cię”.
Album zadebiutował na 15. miejscu polskiej listy przebojów – OLiS.

## Lista utworów
Opracowano na podstawie materiału źródłowego.
| Nr  | Tytuł utworu         | Słowa                            | Muzyka                                            | Długość |
| --- | -------------------- | -------------------------------- | ------------------------------------------------- | ------- |
| 1.  | „Domek z kart”       | Natalia Szroeder, Archie Shevsky | Szroeder, Shevsky                                 | 2:57    |
| 2.  | „Zamienie Cię”       | Szroeder                         | Natalia Szroeder, Przemysław Puk                  | 3:04    |
| 3.  | „Zobacz nas”         | Szroeder                         | Szroeder, Julita Dawidowicz                       | 3:15    |
| 4.  | „Lustra”             | Marcin „Liber” Piotrowski        | Marcin Górecki, Szroeder, Puk, Szymon Chodyniecki | 3:16    |
| 5.  | „Skradnę”            | Szroeder                         | Szroeder, Puk                                     | 3:10    |
| 6.  | „Nie-niebo”          | Szroeder, Konrad Biliński        | Szroeder, Biliński                                | 3:25    |
| 7.  | „Patrz mi w oczy”    | Szroeder, Shevsky                | Szroeder, Shevsky                                 | 3:40    |
| 8.  | „Błąd”               | Mateusz Krautwurst               | Piotr Walicki                                     | 3:04    |
| 9.  | „Złoty brzeg”        | Szroeder                         | Szroeder                                          | 3:14    |
| 10. | „Powietrze”          | Piotrowski                       | Szroeder, Puk                                     | 3:04    |
| 11. | „Potrzebny je drech” | Tomasz Fopke                     | Weronika Korthals                                 | 3:19    |
| 12. | „Wszystko”           | Marcin Januszkiewicz             | Mariusz Obijalski                                 | 3:34    |
| 13. | „Jednym słowem”      | Szroeder                         | Szroeder                                          | 6:38    |
|     |                      |                                  |                                                   | 45:40   |